# ماسه‌ماهی ارام
ماسه‌ماهی ارام (نام علمی: Trichodon trichodon) نام یک گونه از تیره ماسه‌ماهیان است.